# 健徳門駅
健徳門駅（けんとくもんえき）は、北京市海淀区及び朝陽区に位置する北京地下鉄10号線の駅。

## 駅構造

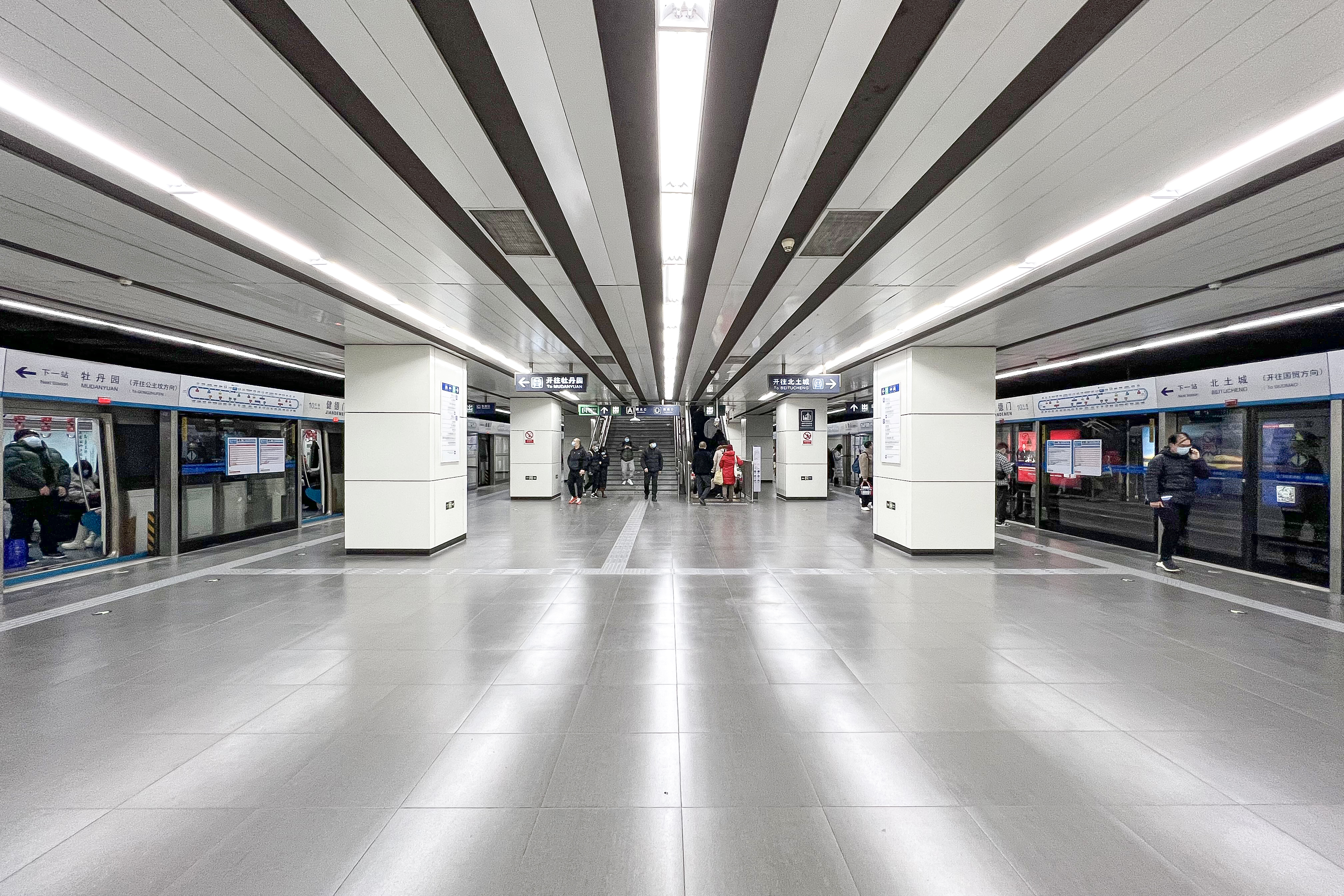
ホーム

島式ホーム1面2線を有する地下駅。

## 駅周辺
- 健徳橋

## 歴史
- 2008年7月19日 - 開業。

## 隣の駅
北京地下鉄
■10号線
牡丹園駅 - 健徳門駅 - 北土城駅
座標: 北緯39度58分30秒 東経116度22分30秒 / 北緯39.97508度 東経116.37491度